# Bodianus rufus
Bodianus rufus là một loài cá biển thuộc chi Bodianus trong họ Cá bàng chài. Loài này được mô tả lần đầu tiên vào năm 1758.

## Từ nguyên
Từ định danh của loài trong tiếng Latinh có nghĩa là "đỏ", hàm ý có lẽ đề cập đến màu vàng ửng đỏ, một biến thể màu ở một số cá thể lớn của loài này.

## Phạm vi phân bố và môi trường sống
Từ bang South Carolina (Hoa Kỳ) và Bermuda, B. rufus được ghi nhận dọc theo bờ biển phía đông Hoa Kỳ, trải dài đến khắp vịnh México và biển Caribe, bao gồm cả Antilles; ở phía nam, loài cá này xuất hiện dọc theo bờ biển Brasil (trải dài đến bang São Paulo).
B. rufus thường sống gần các rạn san hô, nhưng cũng được tìm thấy trên các thảm cỏ biển hay đá ngầm có tảo phát triển, được quan sát và thu thập ở độ sâu đến 70 m.

## Mô tả

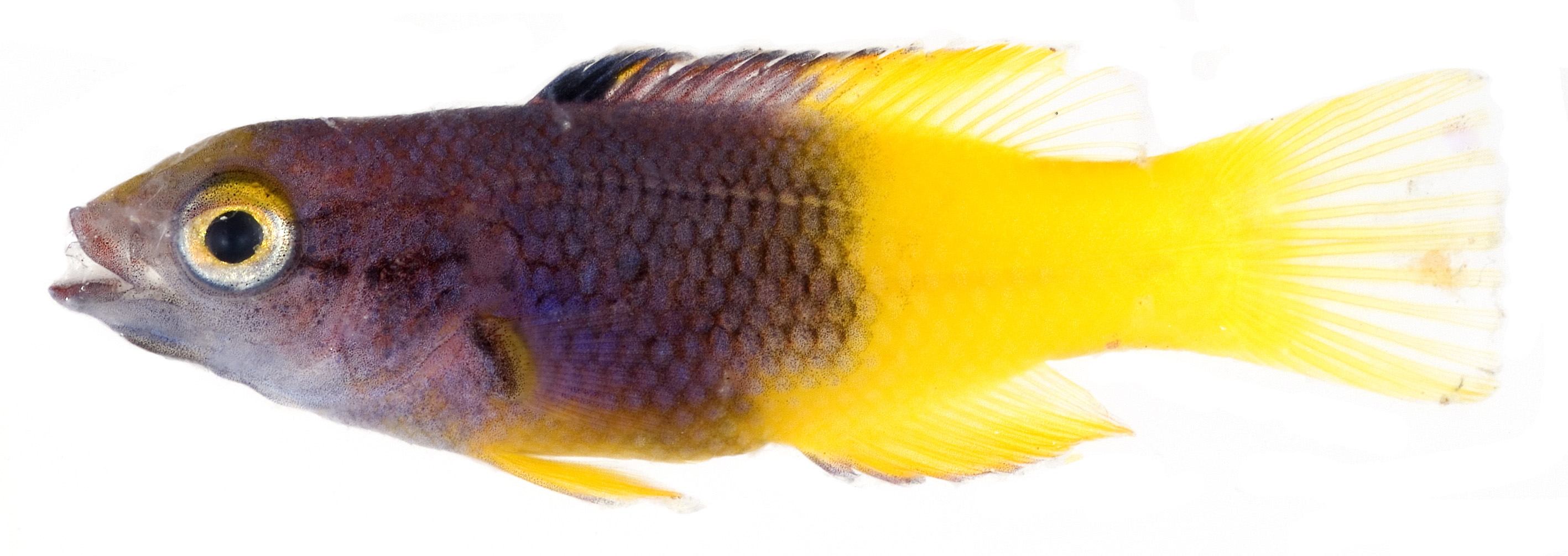
Cá con

B. rufus có chiều dài cơ thể tối đa được ghi nhận là 40 cm. B. rufus đực trưởng thành gần như có màu tím sẫm hoặc xanh đen trên toàn cơ thể, trừ vùng màu xám nhạt dưới cằm. Đây là kiểu màu điển hình của loài này. Cá cái và cá con có màu xanh lam bao phủ phần thân trước và vây lưng trước, toàn bộ phần thân và các vây còn lại là màu vàng.
Ở khu vực Trung Mỹ, kiểu màu sẫm của cá đực có thể xuất hiện ở những cá thể rất nhỏ, tuy nhiên có thêm một mảng màu nhạt ở phía sau của vây lưng. Ở Florida và Bahamas, kiểu màu tím-vàng ở cá cái vẫn có thể xuất hiện ở những cá thể rất lớn (cá đực), và có thể được thay thế bằng kiểu màu vàng ửng đỏ.
Số gai ở vây lưng: 12; Số tia vây ở vây lưng: 10; Số gai ở vây hậu môn: 3; Số tia vây ở vây hậu môn: 12; Số tia vây ở vây ngực: 15–17.

## Sinh thái học
Thức ăn của B. rufus là những loài thủy sinh không xương sống như cầu gai, sao biển đuôi rắn, nhuyễn thể và giáp xác. Cá con đóng vai trò là cá dọn vệ sinh: chúng ăn các loài giáp xác ký sinh trên cơ thể cá lớn.
B. rufus có thể lai tạp với loài Bodianus pulchellus trong cùng khu phân bố. B. rufus được xác nhận là một loài lưỡng tính tiền nữ, tức cá đực trưởng thành đều phải trải qua giai đoạn là cá cái. Cá đực trưởng thành có thể thống trị đến 20 con cá cái trong hậu cung của nó.
B. rufus được đánh bắt chủ yếu bởi những người thu mua cá cảnh, nhưng cũng được xem là một loài cá thực phẩm ở một số khu vực, mặc dù chúng có thể gây ngộ độc ciguatera.

### Trích dẫn
- Martin F. Gomon (2006). “A revision of the labrid fish genus Bodianus with descriptions of eight new species” (PDF). Records of the Australian Museum, Supplement. 30: 1–133. ISSN 0812-7387.